# Degurić
Degurić (em cirílico: Дегурић) é uma vila da Sérvia localizada no município de Valjevo, pertencente ao distrito de Kolubara. A sua população era de 393 habitantes segundo o censo de 2011.

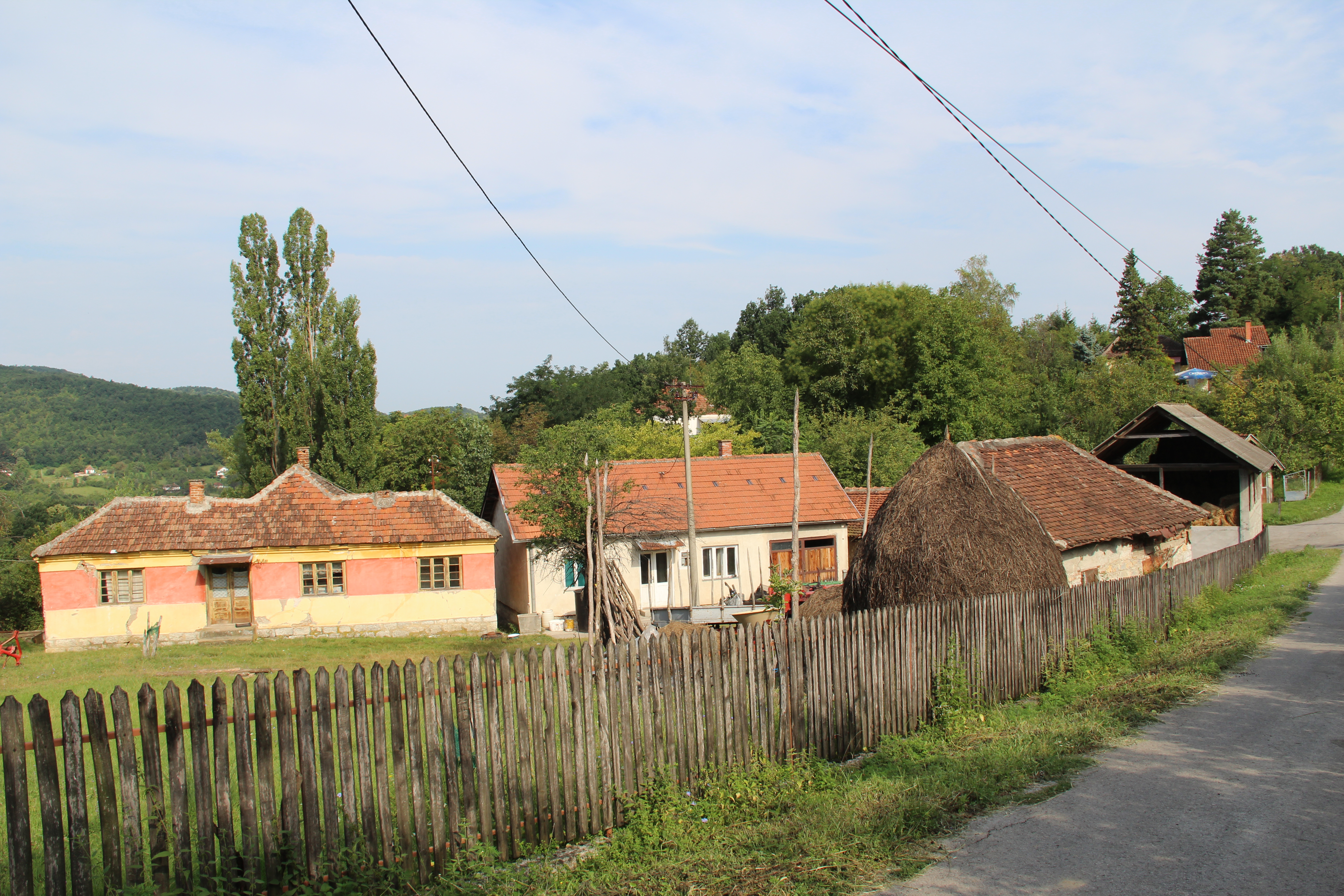
Degurić - panorama
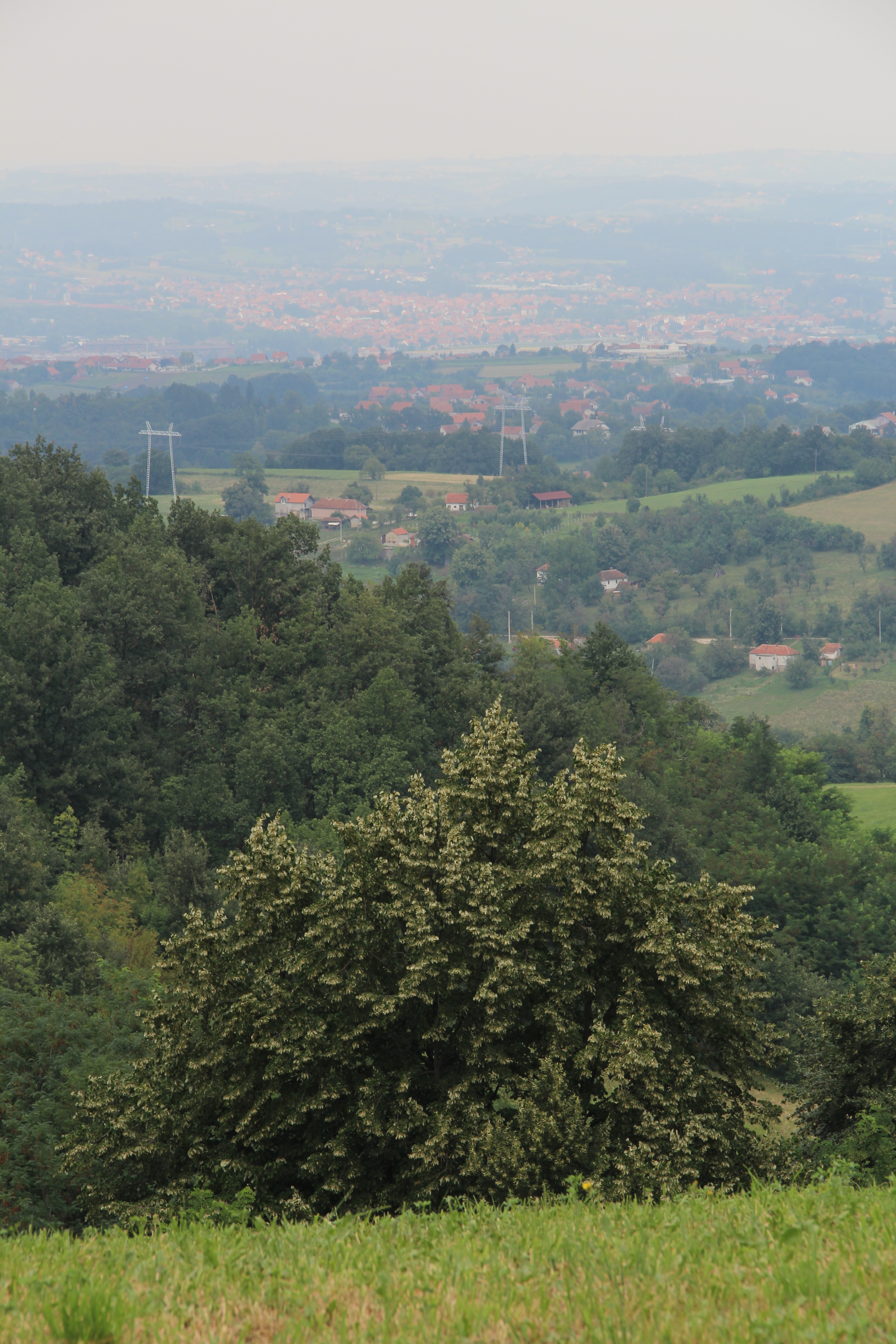
Degurić - panorama
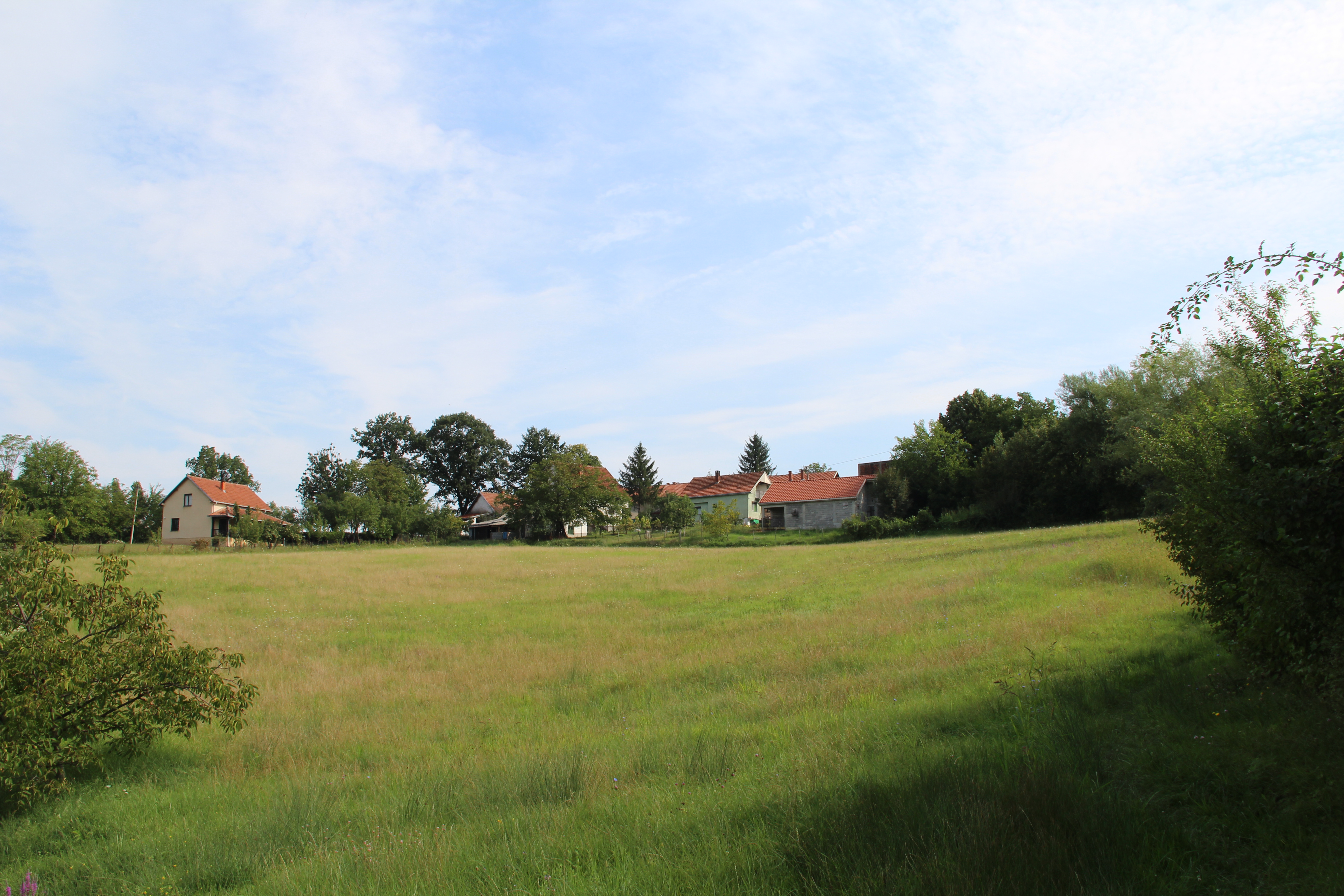
Degurić - panorama
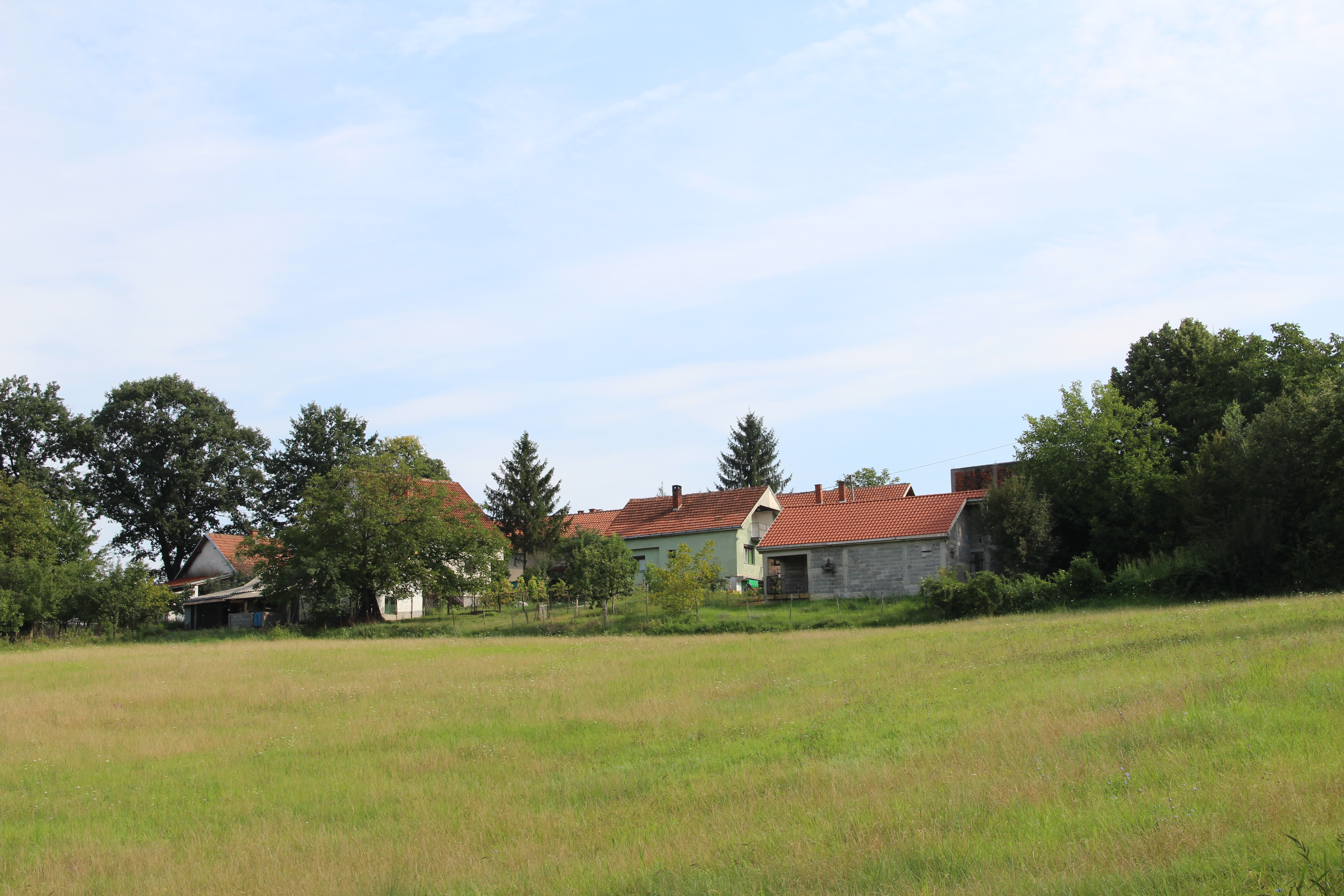
Degurić - panorama
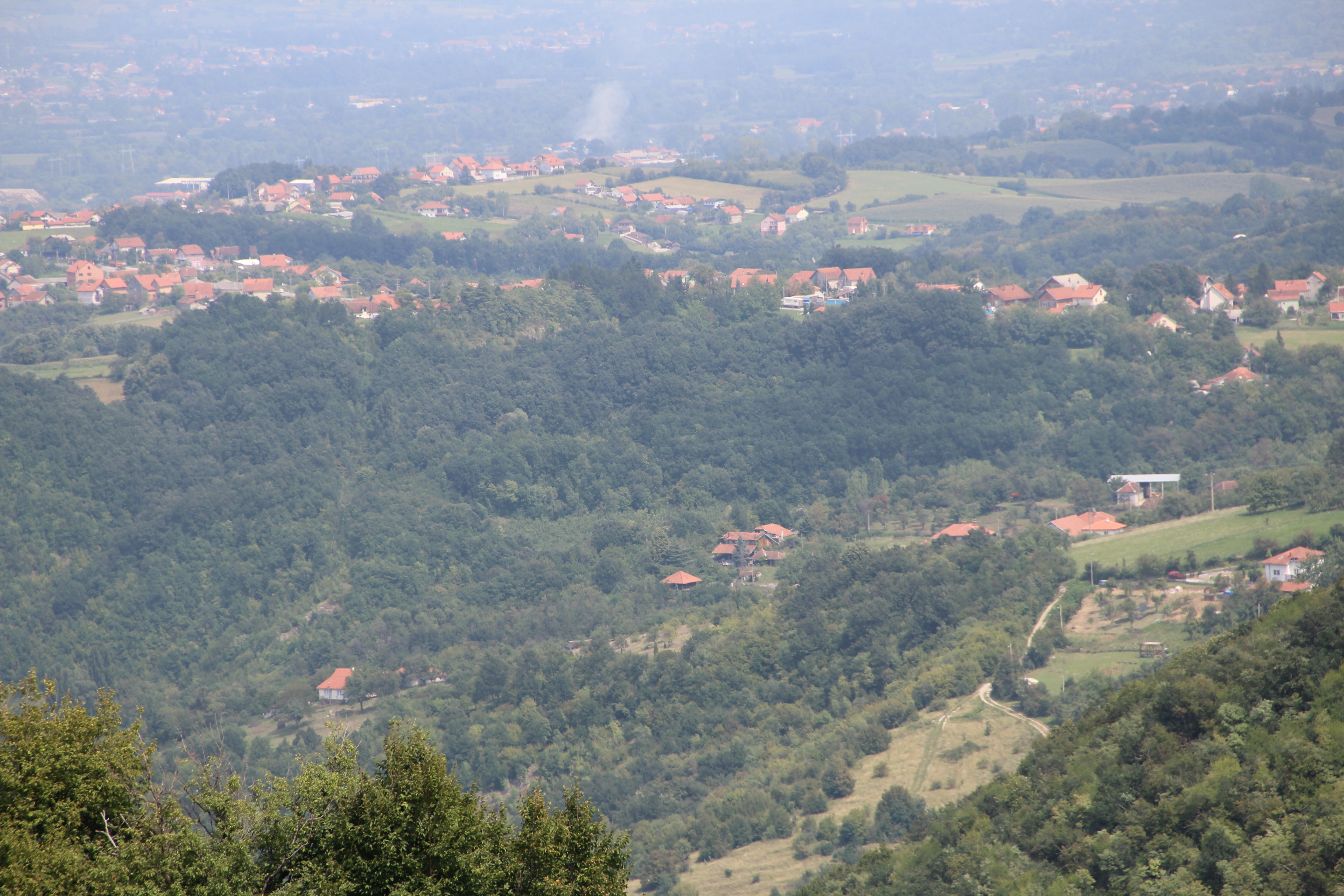
Degurić - panorama
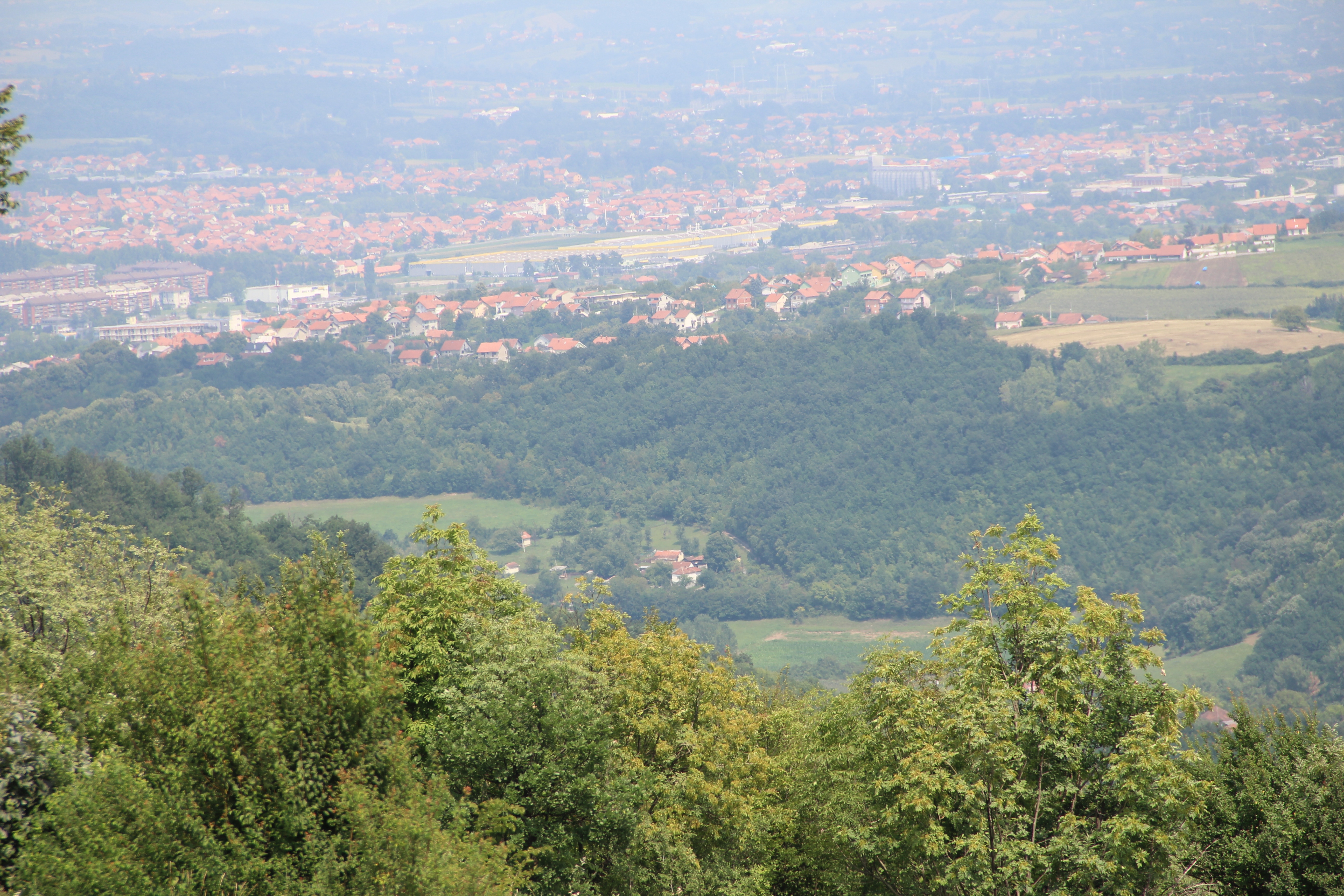
Degurić - panorama

## Demografia
| 1948 | 1953 | 1961 | 1971 | 1981 | 1991 | 2002 | 2011 |
| ---- | ---- | ---- | ---- | ---- | ---- | ---- | ---- |
| 334  | 351  | 328  | 306  | 344  | 386  | 383  | 393  |